# فصل ۲۴
فصل ۲۴ (به انگلیسی: Chapter 24) نام آهنگی از گروه سایکدلیک راک پینک فلوید می‌باشد که در سال ۱۹۶۷ در آلبوم نی‌زن بر دروازه‌های سپیده‌دم منتشر شد.

## الگوگیری
این آهنگ توسط گیتارنواز و خواننده اصلی گروه، سید برت نوشته شد.وی شعر این آهنگ را از کتاب مقدس چینیان با نام ئی چینگ الگوگیری کرده است.

## سازندگان و مشارکت کنندگان
- راجر واترز - گیتار بیس
- نیک میسن - سازهای کوبه‌ای
- ریک رایت - ارگ،پیانو،همخوان
- سید برت - خواننده